# Laboratório de Pânico e Respiração
O Laboratório de Pânico e Respiração (LABPR) é um núcleo de pesquisa que funciona no Instituto de Psiquiatria (IPUB) da Universidade Federal do Rio de Janeiro (UFRJ). No LABPR ocorrem atividades de ensino, pesquisa e assistência. 
O mesmo foi fundado em 04 de Janeiro de 1997 pelo Prof. Dr. Antonio Egidio Nardi, que o coordena até hoje, atualmente em colaboração com a Prof. Dra. Adriana Cardoso Silva. O Dr. Nardi é Professor Titular da Faculdade de Medicina da UFRJ e Membro da Academia Nacional de Medicina.

## Fundação
A criação do laboratório foi uma iniciativa do Dr. Nardi a partir dos seus estudos de pós-doutorado no Laboratório de Fisiologia da Respiração do Instituto de Biofísica Carlos Chagas Filho (IBCCF) da Universidade Federal do Rio de Janeiro, com o projeto: “Ataques de Pânico Induzidos pelo Dióxido de Carbono em Pacientes com Transtorno de Pânico”, orientado pelo Prof. Dr. Walter Araújo Zin. Esse trabalho foi pioneiro no Brasil ao abordar a associação entre o transtorno de pânico (TP), sua indução pelo dióxido de carbono e demais aspectos correlatos com a respiração. Ao longo do tempo, este projeto de pesquisa se transformou em uma das linhas de pesquisa mais profícuas do IPUB, tanto pelo número de publicações e teses produzidas, como pela integração com o Laboratório de Fisiologia da Respiração, abrindo mais um campo original e inédito no Brasil, associando a pesquisa clínica e a básica – a base do conceito translacional.

## Pesquisas
Desde então, as pesquisas realizadas no LABPR vem agregando estudantes de diferentes níveis (da iniciação científica ao pós-doutorado) e produzindo grande material científico, com qualidade e originalidade, sendo atualmente um dos principais centros de referência mundial na pesquisa e tratamento do Transtorno de Pânico. 
O grupo do LABPR tem se destacado na pesquisa com descrição de subtipos de Transtorno de Pânico, na descrição de ataques de pânico em laboratório, na avaliação fisiológica entre ataques de pânico e resposta terapêutica a medicamentos e terapia cognitivo-comportamental (TCC). Foram realizados ensaios clínicos de curta e longa duração com psicofármacos - benzodiazepínicos, antidepressivos, anticonvulsivantes e clonidina. Temos realizado ainda estudos sobre a associação entre doenças respiratórias, cardiovasculares, gastrointestinais e sintomas vestibulares e transtornos de ansiedade. O grupo publica regularmente os resultados de suas pesquisas em revistas científicas nacionais e internacionais.
As pesquisas do LABPR são voltadas para a hiperventilação, apneia voluntária, disfunção respiratória e fisiologia respiratória em pacientes com TP, estabelecendo uma relação mais estreita entre pânico e respiração. Os projetos de pesquisa se dividem em várias linhas de pesquisa específicas, utilizando técnicas de diagnóstico e intervenção diversas, tais como neuroimagem, eletroencefalografia quantitativa, estimulação magnética transcraniana, avaliação neuropsicológica, avaliação fisiológica, terapia cognitivo-comportamental, psicofármacos, realidade virtual e exercício físico.
Todas as pesquisas feitas pelo LABPR passam por aprovação pelos comitês de ética em pesquisa das instituições onde essas pesquisas são realizadas. Todos os participantes de pesquisas são esclarecidos sobre possíveis riscos e benefícios por participarem nas pesquisas e assinam termos de compromisso livre e esclarecido.

## INCT Translacional em Medicina
Em 2008, o LABPR participou, com outros centros de referência em ciência, do edital do CNPq para a fundação de Institutos Nacionais de Ciência e Tecnologia (INCT). A proposta de formação do INCT – Translacional em Medicina (INCT-TM) foi aceita pelo CNPq. Os coordenadores dos centros do INCT-TM são:
- Prof. Flávio Kapczinski – UFRGS – coordenador.
- Prof. Antonio Egidio Nardi – UFRJ.
- Prof. Jaime Hallak e Prof. José Alexandre Crippa – USP.
- Prof. João Quevedo – UNESC.
- Prof. Rafael Roesler – PUC-RS.

## Atendimento Clínico
O LABPR recebe regularmente pacientes com Transtorno de Pânico, Transtorno de Ansiedade Generalizada e Transtorno Depressivo Maior para atendimento clínico e com fins de pesquisa.

## Links
- LABPR
- LABPR no Facebook
- INCT-TM[ligação inativa]
- LABPR no Diretório dos Grupos de Pesquisa no Brasil
- CNPq
- Currículo Lattes - Prof. Antonio E Nardi